# Loreta Castro Reguera
Loreta Castro Reguera Mancera (Ciudad de México, 1979) es una arquitecta mexicana, maestra en arquitectura y diseño urbano, profesora de la Universidad Nacional Autónoma de México (UNAM). Por su trayectoria profesional, especialmente por su trabajo en relación al agua, ha obtenido diversas becas y premios. 

## Formación
Estudió la licenciatura en arquitectura en la Facultad de Arquitectura (FA) de la UNAM (1998-2004), donde se graduó con mención honorífica y fue reconocida con el premio Abraham Zabludovsky a la mejor tesis.
Realizó una maestría en arquitectura en la Academia de Arquitectura de Mendrisio en Suiza (2001-2004), y realizó otra en diseño urbano en la Escuela de Graduados de Diseño de Harvard, Estados Unidos (2008-2010), donde se graduó con honores.

## Trayectoria profesional
En 2010 fundó, junto a José Pablo Ambrosi Cortés, el despacho Taller Capital, del cual es su directora y directora de diseño. Centran su trabajo en un diseño urbano que integra estrategias para la gestión del agua y han realizado proyectos a mediana escala basados como el Ágora del Agua, concepción ubicada en varios puntos, como el Parque Naucalli y en el municipio de Temoaya, en el Estado de México, para crear conciencia y evidenciar captación del agua de lluvia.
De igual manera, entre sus proyectos se encuentran tanto edificios públicos, vivienda, instalaciones efímeras y espacios públicos como el Parque en el Represo Colosio en Nogales, Sonora; el Parque Bicentenario en Ecatepec, Estado de México; el Parque Xicoténcatl en Tijuana, Baja California; y el parque hídrico La Quebradora, que coordinó como FA-UNAM con Manuel Perló (Instituto de Investigaciones Sociales-UNAM) en Iztapalapa, Ciudad de México (lugar que posteriormente fue denominado como Utopía Atzintli).
Castro Reguera es miembro de la Academia Nacional de Arquitectura de México y ha sido parte, desde 2018, del Sistema Nacional de Creadores de Arte del FONCA, con el proyecto el Imaginario del agua. Desde 2022 es miembro del Consejo de la Fundación México en Harvard, A.C. y desde 2023 es miembro de Consejo del Holcim Foundation for Sustainable Construction.

## Vida académica
Castro Reguera es co-fundadora y profesora del Seminario de Titulación Estudio RX en la (FA-UNAM) y dirige el seminario de titulación Taller Hídrico Urbano en su alma mater.
Ha sido profesora invitada en varias instituciones de América y Europa, como en el departamento de Paisaje de la Harvard GSD, en la Kent State University en Ohio, EUA, College of Architecture and Environmental Design, en la IUAV en Venecia, Italia, la UCLA y al Módulo México de la Escola da Cidade en Sao Paulo, Brasil. 
Ha sido conferencista en diversas instituciones como la Bienal de Arquitectura de Venecia, Bezalel Academy en Israel, la Fundación AEDES en Berlín, Barnard-Columbia en NYC, la Harvard GSD, entre otras.

## Publicaciones
Ha publicado dos libros como La imagen del agua en la ciudad en 2022, y escrito varios artículos para revistas periódicas, diarios como The New York Times y El País, así como compilaciones.

## Premios y reconocimientos relevantes
- Premio Abraham Zabludovsky.
- Beca Marcelo Zambrano de CEMEX.
- Beca Fullbright.
- Beca Jóvenes Creadores del FONCA.
- Premio Enrique Yáñez a la Arquitectura Social que otorga el Colegio de Arquitectos de la Ciudad de México.
- Premio Druker Travelling Fellowship.
- Instalación del Pabellón El Eco 2015 (Taller Capital).
- Premio Oro global de los LafargeHolcim Awards for Sustainable Construction (2018, con el proyecto de La Quebradora junto con la UNAM).[3]
- Premio Oro latinoamericano de los LafargeHolcim Awards for Sustainable Construction, con Manuel Perló representando a la UNAM, convirtiéndose su proyecto en el primero mexicano en recibir ambos reconocimientos.[6]
- Premio Emerging Voices Award 2021 del Architectural League de Nueva York (Taller Capital).[9]
- Premio Mies Crown Hall Americas en 2022 a la práctica emergente (Taller Capital).[10]
- XII Bienal Iberoamericana de Arquitectura y Urbanismo de 2022 (Taller Capital).[11]
- Medalla de plata de la Bienal de arquitecturas mexicanas de 2022.[8]
- Circular Challenge de What Design Can Do de 2023. [8]
- Otros reconocimientos del Banco de Desarrollo de América Latina y el Caribe, CAF.[3]